# 沼津市立金岡中学校
沼津市立金岡中学校（ぬまづしりつ かなおかちゅうがっこう）は、静岡県沼津市にある公立中学校である。愛鷹山の麓に位置する。

## 概要
校歌
- 作詞　田中末広　作曲　岡本敏明

## 通学区域
金岡小学校の学区
- 神田町、寿町（一部）、沢田（一部）、高尾台、筒井町、中沢田（一部）、西熊堂（一部）、東熊堂（一部）、松沢町、岡宮（一部）、柳町、豊町、足高、江原町、沢田町、若葉町、花園町（一部）

沢田小学校の学区
- 沢田（一部）、新沢田町、駿河台、高砂町、中沢田（一部）、西熊堂（一部）、西沢田（一部）、東沢田、東熊堂（一部）[2]

## 生徒数
- 全校生徒277名
- 各学年5クラス・育成学級3クラス（令和6年度）[3]

## 進学前小学校
- 沼津市立金岡小学校[2]
- 沼津市立沢田小学校

## 指定避難所
- 足高拓南、明電町、柳町、神田町、東名町、雲雀台、北神明町、筒井町、天神ヶ尾、高尾台、豊町、松沢町[4]